# Koffi
Emmanuel Amankwaa Akurugu (Acra, 20 de noviembre de 2001), más conocido como Koffi, es un futbolista ghanés que jugaba de lateral izquierdo en la Unión Deportiva Melilla de la Segunda Federación de España. Desde 2024 esta sin club.

## Carrera deportiva
Koffi comenzó su carrera deportiva en el Getafe C. F. B en 2020, con el que debutó el 18 de octubre en un partido de la Segunda División B frente al Rayo Majadahonda.
El 22 de abril de 2021 hizo su debut como profesional con el primer equipo del Getafe, en un partido de la Primera División frente al F. C. Barcelona, que terminó con derrota del cuadro getafense por 5-2.
En la temporada 2023-24, firma por la U. E. Cornellà de la Primera Federación de España.

## Clubes
| Club                    | País   | Año       |
| ----------------------- | ------ | --------- |
| Getafe B                | España | 2020-2023 |
| Getafe C. F.            | España | 2021-2023 |
| Unió Esportiva Cornellà | España | 2023      |
| Unión Deportiva Melilla | España | 2024      |